# US Open 2015 (tennis)
De 135e editie van de US Open werd gespeeld van 31 augustus tot en met 13 september 2015. Voor de vrouwen was dit de 129e editie van het Amerikaanse hardcourt-toernooi. Het toernooi werd gespeeld in het USTA Billie Jean King National Tennis Center in de Amerikaanse stad New York.
Het toernooi van 2015 trok 691.280 toeschouwers

## Toernooisamenvatting
De Amerikaanse Serena Williams was titelverdedigster bij het vrouwenenkelspel. Zij stond als eerste op de plaatsingslijst. Na afloop van de tweede ronde waren nog maar drie speelsters uit de top tien in de race. Williams bereikte de halve finale, waarin zij door de ongeplaatste Roberta Vinci werd geslagen – dit betekende tevens de teloorgang van haar poging om een grand slam te veroveren. De nummer twee van de plaatsingslijst, Simona Halep, werd eveneens in de halve finale uitgeschakeld. In de eerste Italiaanse grandslamfinale aller tijden won Flavia Pennetta haar eerste grandslamtitel.
Bij het mannenenkelspel was de Kroaat Marin Čilić de titelverdediger. Hij was als negende geplaatst en bereikte de halve finale – daarin werd hij uitgeschakeld door de latere winnaar. De eindstrijd werd uitgevochten door de nummers één en twee van de plaatsingslijst: Novak Đoković en Roger Federer. De Serviër trok de partij in vier sets naar zich toe waarmee hij zijn derde grandslamtitel van 2015 won.
Het vrouwendubbelspel werd in 2014 gewonnen door het op dat moment succesvolle Russische koppel Jekaterina Makarova en Jelena Vesnina. Na haar opgave in hun openingspartij in Toronto was Makarova nog steeds van de baan. Vesnina speelde samen met Eugenie Bouchard – dit duo moest zich uit het toernooi terugtrekken wegens hersenschudding van Bouchard, die in de kleedkamer was uitgegleden. Het als eerste geplaatste duo Martina Hingis en Sania Mirza, dat pas een half jaar samenspeelde, won hun tweede grandslamtoernooi op rij.
Bij de mannen waren de Amerikaanse tweelingbroers Bob en Mike Bryan de titelverdedigers. Dit jaar was de eerste ronde voor hen het eindstation. Het als twaalfde geplaatste Franse koppel Pierre-Hugues Herbert en Nicolas Mahut pakte de dubbelspeltitel op de US Open. Voor beiden was het de eerste keer dat zij een grandslamtoernooi wonnen, nadat zij op de Australian Open net naast de titel hadden gegrepen.
Het gemengd dubbelspel werd in 2014 gewonnen door Sania Mirza (India) en Bruno Soares (Brazilië). 
Zij deden ook nu weer samen mee, en waren zelfs het eerste reekshoofd – zij verloren evenwel meteen hun openingspartij. Het als vierde geplaatste duo Martina Hingis en Leander Paes ging met de trofee naar huis, waarmee de Zwitserse (als enige) tijdens dit toernooi twee titels won.

## Toernooikalender
De in 2013 ingestelde, en in 2014 gecontinueerde, maatregel om het toernooi met een dag te verlengen (tot en met maandag) werd in 2015 niet voortgezet.
|                    | aug 2015 | september 2015 | september 2015 | september 2015 | september 2015 | september 2015 | september 2015 | september 2015 | september 2015 | september 2015 | september 2015 | september 2015 | september 2015 | september 2015 | september 2015 | september 2015 |
| maa 31             | din 1    | woe 2          | don 3          | vrĳ 4          | vrĳ 4          | zat 5          | zon 6          | maa 7          | din 8          | woe 9          | woe 9          | don 10         | vrĳ 11         | zat 12         | zon 13         |                |
| ------------------ | -------- | -------------- | -------------- | -------------- | -------------- | -------------- | -------------- | -------------- | -------------- | -------------- | -------------- | -------------- | -------------- | -------------- | -------------- | -------------- |
| vrouwenenkelspel   | 1e ronde | 1e ronde       | 2e ronde       | 2e ronde       | 3e ronde       | 3e ronde       | 3e ronde       | 4e ronde       | 4e ronde       | kwartfinale    | kwartfinale    | kwartfinale    | †              | halve finale   | finale         |                |
| mannenenkelspel    | 1e ronde | 1e ronde       | 2e ronde       | 2e ronde       | 3e ronde       | 3e ronde       | 3e ronde       | 4e ronde       | 4e ronde       | kwartfinale    | kwartfinale    | kwartfinale    |                | halve finale   |                | finale         |
| vrouwendubbelspel  |          |                | 1e ronde       | 1e ronde       | 2e ronde       | 2e ronde       | 2e ronde       | 3e ronde       | 3e ronde       | kwartfinale    | kwartfinale    | halve finale   | halve finale   |                |                | finale         |
| mannendubbelspel   |          |                | 1e ronde       | 1e ronde       | 1e ronde       | 2e ronde       | 2e ronde       | 3e ronde       | 3e ronde       | kwartfinale    | kwartfinale    | kwartfinale    | halve finale   |                | finale         |                |
| gemengd dubbelspel |          |                | 1e ronde       | 1e ronde       | 1e ronde       | 1e ronde       | 2e ronde       | 2e ronde       | kwartfinale    | kwartfinale    | halve finale   | halve finale   |                | finale         |                |                |

† Wegens regen werd de halve finale van het vrouwenenkelspel een dag uitgesteld (van donderdag naar vrijdag).

## Belangrijkste uitslagen
Mannenenkelspel

Finale: Novak Đoković (Servië) won van Roger Federer (Zwitserland) met 6-4, 5-7, 6-4, 6-4
Vrouwenenkelspel

Finale: Flavia Pennetta (Italië) won van Roberta Vinci (Italië) met 7-6, 6-2
Mannendubbelspel

Finale: Pierre-Hugues Herbert (Frankrijk) en Nicolas Mahut (Frankrijk) wonnen van Jamie Murray (VK) en John Peers (Australië) met 6-4, 6-4
Vrouwendubbelspel

Finale: Martina Hingis (Zwitserland) en Sania Mirza (India) wonnen van Casey Dellacqua (Australië) en Jaroslava Sjvedova (Kazachstan) met 6-3, 6-3
Gemengd dubbelspel

Finale: Martina Hingis (Zwitserland) en Leander Paes (India) wonnen van Bethanie Mattek-Sands (VS) en Sam Querrey (VS) met 6-4, 3-6, [10-7]
Meisjes enkelspel

Finale: Dalma Gálfi (Hongarije) won van Sofia Kenin (VS) met 7-5, 6-4
Meisjes dubbelspel

Finale: Viktória Kužmová (Slowakije) en Aleksandra Pospelova (Rusland) wonnen van Anna Kalinskaja (Rusland) en Anastasija Potapova (Rusland) met 7-5, 6-2
Jongens enkelspel

Finale: Taylor Fritz (VS) won van Tommy Paul (VS) met 6-2, 6-7, 6-2
Jongens dubbelspel

Finale: Félix Auger-Aliassime (Canada) en Denis Shapovalov (Canada) wonnen van Brandon Holt (VS) en Riley Smith (VS) met 7-5, 7-6
Rolstoelmannenenkelspel

Finale: Shingo Kunieda (Japan) won van Stéphane Houdet (Frankrijk) met 6–7(4), 6–3, 6–2
Rolstoelmannendubbelspel

Finale: Stéphane Houdet (Frankrijk) en Gordon Reid (VK) wonnen van Michaël Jérémiasz (Frankrijk) en Nicolas Peifer (Frankrijk) met 6-3, 6-1
Rolstoelvrouwenenkelspel

Finale: Jordanne Whiley (VK) won van Yui Kamiji (Japan) met 6-4 0-6 6-1
Rolstoelvrouwendubbelspel

Finale: Jiske Griffioen (Nederland) en Aniek van Koot (Nederland) wonnen van Marjolein Buis (Nederland) en Sabine Ellerbrock (Duitsland) met 7-6(3), 6-1
Quad-enkelspel

Finale: Dylan Alcott (Australië) won van David Wagner (VS) met 	6-1, 4-6, 7-5
Quad-dubbelspel

Finale: Nick Taylor (VS) en David Wagner (VS) wonnen van Dylan Alcott (Australië) en Andy Lapthorne (VK) met 4-6, 6-2 [10-7]